# 1997年电子游戏界

## 事件
- 6月19–21日 第3届E3在美国喬治亞州亚特兰大举办。[1]
- 10月4日 — 橫井軍平 （1941–1997年）死于车祸。
- 11月 – Interactive Entertainment Merchants Association (IEMA（英语：Interactive Entertainment Merchants Association）)推出。

## 硬件
- 3月1日 — 任天堂64在欧洲和澳大利亚发行。
- 10月20日 — 任天堂在北美发行了小型的超級任天堂重制版本——超级任天堂 （Model SNS-101）。
- 索尼发行了在PC上PlayStation游戏制作软件。
- Tiger Electronics（英语：Tiger Electronics）发行了Game.com（英语：Game.com）。

## 商业
- 动视购入CentreSoft公司和Raven Software
- 艺电购入Maxis
- GameTek（英语：GameTek）根据破產法宣布破产，并于1998年7月关门。
- 2015, Inc.（英语：2015, Inc.）建立。
- 4D Rulers Software公司建立。
- 9月 — 4HEAD Studios（英语：Cranberry Production#4HEAD Studios）创建。
- Bungie Studios西部由Bungie Software Products集团建立。
- Conspiracy Entertainment（英语：Conspiracy Entertainment）集团建立。
- Crave Entertainment（英语：Crave Entertainment）公司建立。
- August — Human Head Studios（英语：Human Head Studios）公司建立。
- Illusion Softworks建立。
- 8月15日 — Irem软件工程公司建立。
- Irrational Games LLC建立。
- Mythic Entertainment在其名字与另一个"Interworld"公司相关，将其名字更名为Interworld Productions。
- THQ更名为Toy Headquarters公司。
- Warthog PLC建立。

## 中断
- 世嘉宣布停止对Sega Mega Drive（Genesis）支持服务。
- 世嘉Game Gear生命周期结束。